# Herbert Spohn
Herbert Spohn (1 de novembro de 1946) é um matemático e físico alemão. É professor de estatística da Universidade Técnica de Munique.
Recebeu em 2011 o Prêmio Dannie Heineman de Física Matemática. Recebeu a Medalha Cantor de 2014 e a Medalha Max Planck de 2017.
Foi palestrante convidado do Congresso Internacional de Matemáticos de 2010, sobre o tópico "Mathematical Physics".

## Publicações selecionadas
- Kinetic equations from Hamiltonian dynamics. In: Reviews of Modern Physics. Vol. 52, 1980, p. 569–615.
- com Joel L. Lebowitz: A Gallavotti-Cohen type fluctuation theorem for stochastic dynamics. In: Journal of Statistical Physics. Vol. 95, 1999, p. 333–365..
- com Michael Prähofer: Scale invariance of the PNG droplet and the Airy process. In: Journal of Statistical Physics. Vol. 108, 2002, p. 1071–1106.
- com Patrik L. Ferrari: Step fluctuations for a faceted crystal. In: Journal of Statistical Physics. Vol. 113, 2003, p. 1–46.
- com Gianluca Panati und Stefan Teufel: Effective dynamics for Bloch electrons. Peierls substitution and beyond. In: Communications in Mathematical Physics. Vol. 242, 2003, p. 547–578.
- Dynamics of Charged Particles and Their Radiation Field. Cambridge University Press, Cambridge 2004, ISBN 0-521-83697-2.
- com Volker Betz: A central limit theorem for Gibbs measures relative to Brownian motion. In: Probability Theory and Related Fields. Vol. 131, 2005, p. 459–478.